# Polsingen
Polsingen ist eine Gemeinde im mittelfränkischen Landkreis Weißenburg-Gunzenhausen.

## Geografie

### Lage
Die Gemeinde liegt im Süden des Landkreises Weißenburg-Gunzenhausen, direkt an der Grenze zu Schwaben und damit zum Landkreis Donau-Ries. Die Nachbarstadt ist Wemding, in der weiteren Umgebung befinden sich Oettingen, Treuchtlingen, Nördlingen, Wassertrüdingen und Weißenburg. Durch Polsingen fließt die Rohrach; unweit nördlich befindet sich der Hahnenkammsee. Der Ort liegt am Hahnenkamm und damit in der Nähe des Naturparks Altmühltal. Die Ortsteile Mäuskreut und Kronhof liegen im Nördlinger Ries, dem Überrest eines Einschlagkraters. Das Gebiet ist von Wäldern geprägt, das Gelände ist gebirgig. Erhebungen auf dem Gebiet der Gemeinde sind beispielsweise der Polsinger Berg, der Döckinger Berg, der Stahlberg und Ausläufer des Hungerbergs.

### Nachbargemeinden
Die Nachbargemeinden sind:
| Westheim  | Heidenheim                                  | Treuchtlingen |
| Oettingen | Kompassrose, die auf Nachbargemeinden zeigt | Wolferstadt   |
| Munningen | Wemding                                     | Wolferstadt   |

### Gemeindegliederung
Es gibt 9 Gemeindeteile (in Klammern ist der Siedlungstyp angegeben):
- Bergershof (Einöde)
- Döckingen (Pfarrdorf)
- Kohnhof (Einöde)
- Kronhof (Weiler)
- Mäuskreut (Weiler)
- Oberappenberg (Dorf)
- Polsingen (Pfarrdorf)
- Trendel (Kirchdorf)
- Ursheim (Pfarrdorf)

Außerdem gibt es die Einöde Wiesmühle, die zum Gemeindeteil Ursheim gerechnet wird.
Es gibt auf dem Gemeindegebiet die Gemarkungen Döckingen, Polsingen, Trendel und Ursheim. Die Gemarkung Polsingen hat eine Fläche von 7,287 km². Sie ist in 813 Flurstücke aufgeteilt, die eine durchschnittliche Flurstücksfläche von 8963,49 m² haben. In ihr liegt neben dem namensgebenden Ort der Gemeindeteil Kronhof.

## Geschichte

### Bis zur Gemeindegründung
Für den Zeitraum um 1100 bis 1518 sind die Herren von See im Ort nachweisbar. Die erste urkundliche Erwähnung von Polsingen ist auf das Jahr 1298 datiert. 1517 kam Polsingen zum Markgrafen von Brandenburg-Ansbach und gehörte ab 1500 dem Fränkischen Reichskreis an. 1595 wurde die Polsinger Pfarrkirche errichtet. Die politische Gemeinde entstand mit dem Gemeindeedikt von 1818.

### Eingemeindungen
Im Zuge der Gebietsreform in Bayern wurden am 1. April 1971 die Gemeinden Trendel und Ursheim eingegliedert. Am 1. Mai 1978 folgte die Eingemeindung von Döckingen.

### Einwohnerentwicklung
- 1910: 0472 Einwohner[8]
- 1933: 0519 Einwohner
- 1939: 0670 Einwohner[9]
- 1961: 2107 Einwohner[7]
- 1970: 2036 Einwohner[7]
- 1991: 1905 Einwohner
- 1995: 1967 Einwohner
- 2005: 2032 Einwohner
- 2010: 1970 Einwohner
- 2015: 1864 Einwohner

## Politik

### Gemeinderat
Seit den Kommunalwahlen in Bayern 2008 befinden sich im ausschließlich männlichen Gemeinderat 14 bzw. 12 Mitglieder der Wählergruppe Bürgerblock Döckingen.
| Partei/Wählergruppe   | 2020  | 2020  | 2014  | 2014  | 2008  | 2008  |
| Partei/Wählergruppe   | %     | Sitze | %     | Sitze | %     | Sitze |
| --------------------- | ----- | ----- | ----- | ----- | ----- | ----- |
| Bürgerblock Döckingen | 100,0 | 12    | 100,0 | 14    | 100,0 | 14    |

### Wappen
| Wappen der Gemeinde Polsingen | Blasonierung: „Über silbernem Schildfuß, darin ein durchgehendes rotes Andreaskreuz, gespalten, vorne in Rot ein silberner Rüdenrumpf mit goldenem Kettenhalsband, hinten geviert von Silber und Schwarz.“ |
| Wappen der Gemeinde Polsingen | Wappenbegründung: Das Wappen enthält Bestandteile von Wappen seiner Gemeindeteile und deutet damit auf die Ortsgeschichte hin: Das Andreaskreuz steht für die Grafen von Oettingen, die im Gemeindeteil Trendel regierten, während der Hundekopf auf die Polsinger Herren von See und die schwarz-weiße Vierung auf die ehemalige Regentschaft durch das Markgrafentum Brandenburg-Ansbach hinweist. |

## Baudenkmäler

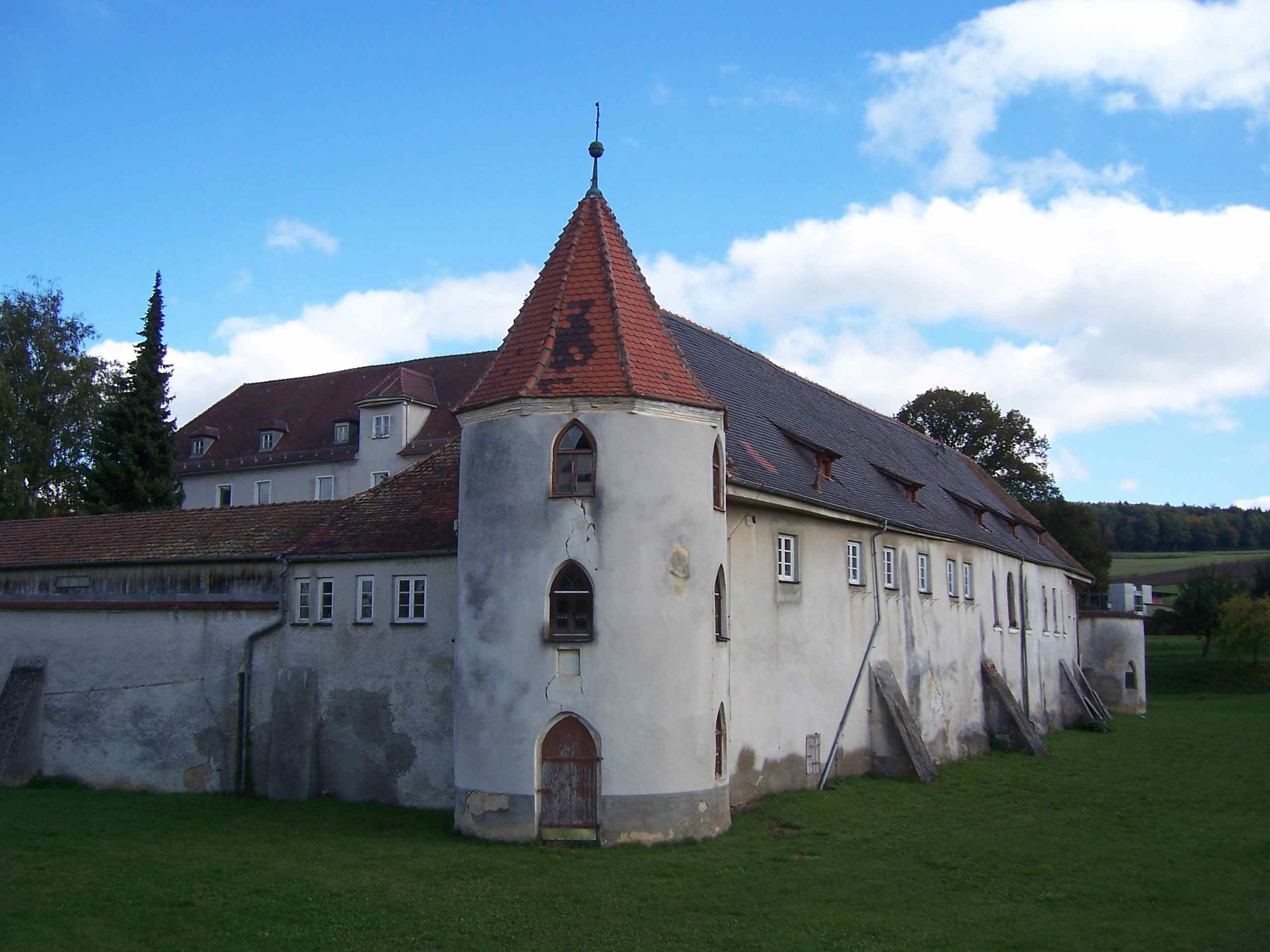
Ehem. Wöllwarth’sches Wasserschloss

Das ehemalige Wöllwarth’sche Wasserschloss wurde von den Herren von See errichtet. Es hat eine rechteckige Grabenanlage, eine Ummauerung mit Rundtürmen sowie einen dreigeschossigen Hauptbau. Es ging 1517/18 durch Kauf durch Markgraf Casimir von Brandenburg an die Markgrafen von Brandenburg über. 1580 erwarb Hans Sigismund von Wöllwarth das Schloss. Die Herren von Wöllwarth behielten das Schloss bis 1857. Dann wurde es von Wilhelm Löhe aus Neuendettelsau erworben, der es seit 1865 als Anstaltsgebäude nutzte. Heute gehört es der Diakonie Neuendettelsau.

## Geologie
Steinbruch Polsingen

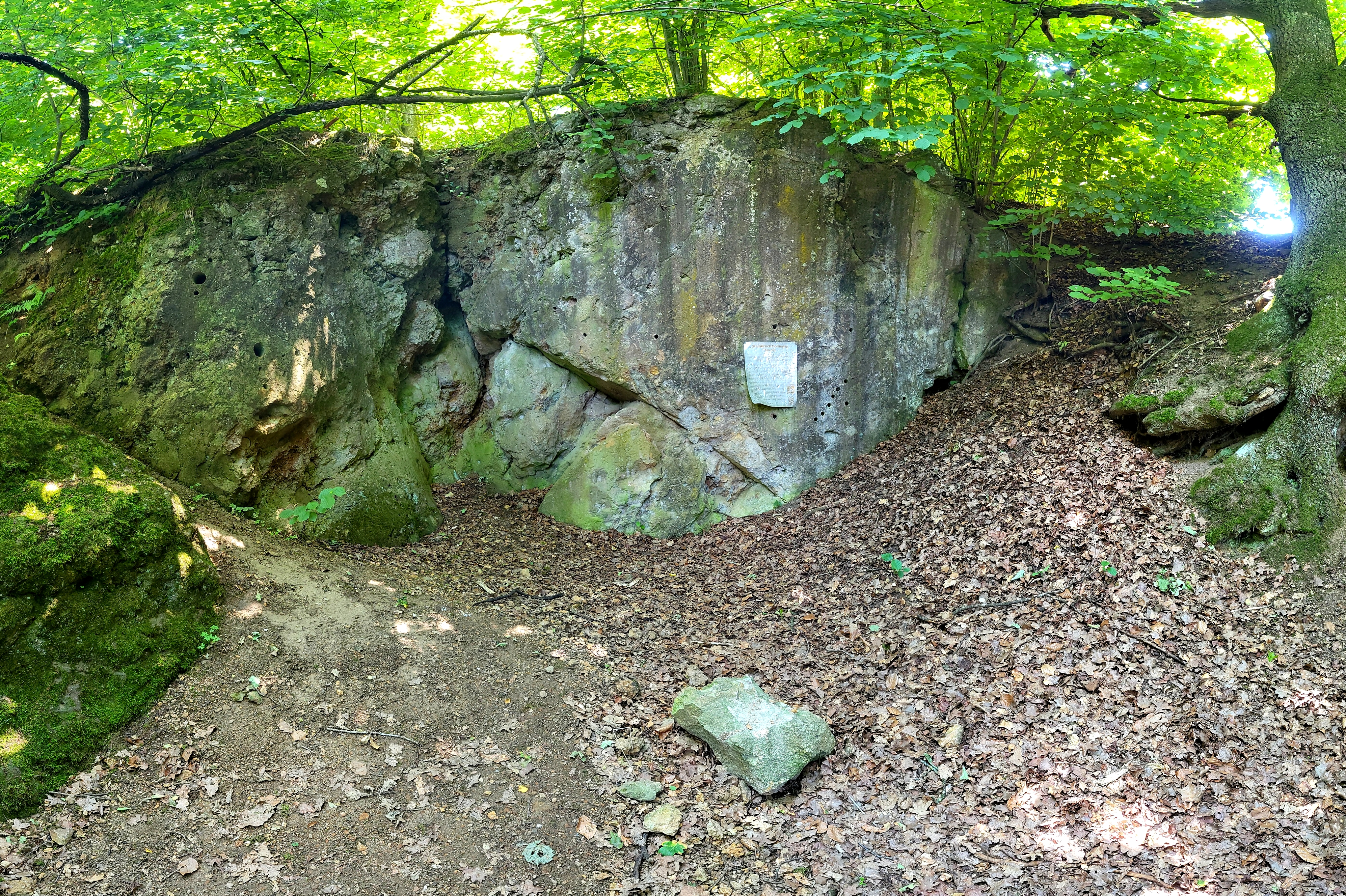
Blick in den Steinbruch (2025)

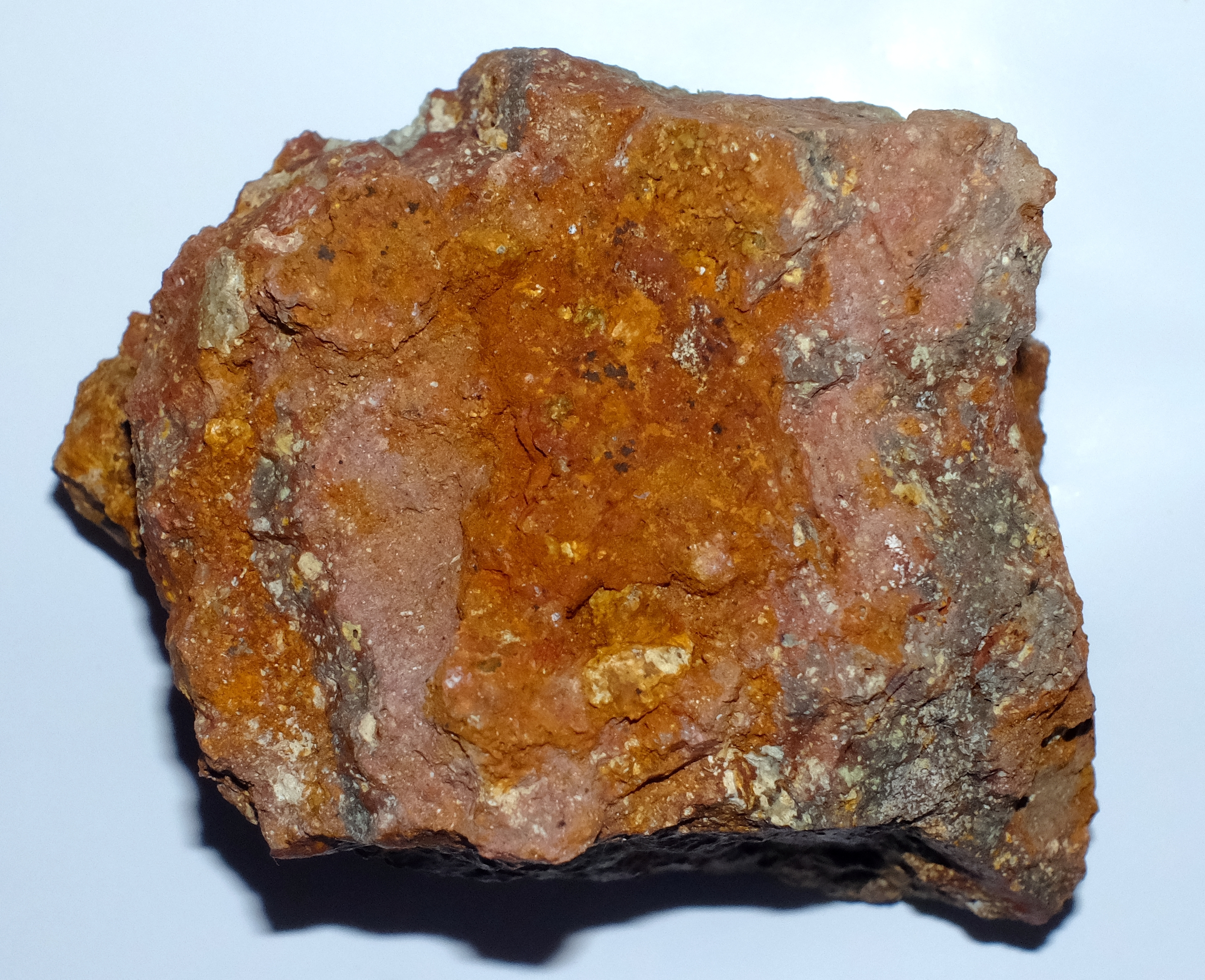
Roter Suevit (Impaktschmelzfluss) aus dem Steinbruch Polsingen

Der kleine Polsinger Steinbruch liegt im Naturschutzgebiet innerhalb des Rieskraters und erschließt eine Suevit-Variante (Impaktschmelze) in massiger, fünf Meter mächtigen Ausbildung. Er besteht vorwiegend aus rotem, blasigem Schmelzgestein, das zahlreiche Kristallinfragmente, vorwiegend Granite, einschließt. Dieser Suevit unterscheidet sich von der Normalausbildung durch das Auftreten eines zusammenhängenden, blasenreichen Schmelzgesteins und hat damit die Annahme einer Schmelzlage am Kraterboden inspiriert, was jedoch nicht bestätigt wurde.
Der Aufschluss liegt rund anderthalb Kilometer innerhalb des nordöstlichen Kraterrandes. In diesem kleinen ehemaligen Steinbruch am Waldrand ist Impaktschmelzbreccie, früher als „Roter Suevit“ bezeichnet, aufgeschlossen. Das Vorkommen hat eine maximale Ausdehnung von etwa 4 × 1,50 Meter. Bisher wurde ein vergleichbares Gestein nur noch in einem heute nicht mehr zugänglichen Bereich bei Amerbach sowie bei der kürzlich vom Bayerischen Landesamt für Umwelt in Enkingen niedergebrachten Bohrung gefunden. Auch in der Forschungsbohrung Nördlingen 1973 wurde kein vergleichbares Gestein erbohrt. Bei der Impaktschmelzbreccie handelt es sich um ein rötliches, blasenreiches Gestein mit einer vollständig kristallinen Grundmasse. In diese Grundmasse eingelagert findet man Mineral- und Gesteinsfragmente kristalliner Gesteine bis zu einer Größe von rund 30 Zentimeter. Sedimentäre Anteile liegen nicht vor. Die Gesteinsfragmente zeigen unterschiedliche Beeinflussung durch die Stoßwellenmetamorphose. Sie sind aber im Unterschied zum Suevit durch die hohen Temperaturen nach dem Einschlag häufig thermisch überprägt und rekristallisiert. In einigen Fragmenten findet man sogar Coesit. Auch die Impaktschmelzbreccie selbst ist stark thermisch überprägt und rekristallisiert und zeigt in Blasen häufig Hämatit, Chalcedon und Zeolithe. Die Vorkommen dieses Gesteinstyps werden als Teile von Impaktschmelze gedeutet, die mit Kristallinfragmenten gemischt wurde und aus dem zentralen Kraterbereich in die Nähe des Kraterrandes transportiert wurde.

## Verkehr
Durch den Ort führt die Staatsstraße 2384, etwa 8 km westlich verläuft die B 466. Polsingen liegt inmitten eines Karrees aus den Autobahnen A 6, A 7, A 8 und A 9, die nächstgelegene Autobahn befindet sich in etwa 40 km Entfernung.

## Bildung
- eine Grundschule in Döckingen
- Kindergärten in Polsingen, Döckingen und Ursheim

## Personen
- Johann Georg Eisen von Schwarzenberg (1717–1779), Geistlicher und Schriftsteller, setzte sich seit 1769 erfolgreich für die Pockenimpfung ein, Vorkämpfer der Bauernbefreiung in Russland
- Friedrich Hohbach (1809–1877), Künstler
- Ferdinand Wilhelm Weber (1836–1879), Theologe und Judaist, Pfarrer von Polsingen
- Otto Weber (1877–1928), Orientalist
- Christian Weber (1883–1945), NS-Funktionär